# 村子 (佛羅里達州)
村子（英語：The Villages）是位於美國佛羅里達州馬里昂縣的一個人口普查指定地區。

## 地理
村子的座標為28°53′55″N 81°59′39″W / 28.89861°N 81.99417°W，而該地最高點為海拔高度23米（即75英尺）。

## 人口
根據2010年美國人口普查的數據，村子的面積為83.00平方千米，當中陸地面積為80.00平方千米，而水域面積為3.00平方千米。當地共有人口51442人，而人口密度為每平方千米619人。